# Escúchame (álbum de Mari Trini)
Escúchame es el nombre del 3º álbum de estudio grabado por la cantante y compositora española Mari Trini. Lanzado por el sello discográfico español Hispavox en 1971, contó con la producción de Rafael Trabucchelli así como algunas versiones de canciones grabadas en francés. La canción más destacada del álbum es el tema "Yo No Soy Esa" qué hasta la fecha es uno de los más grandes éxitos de Trini.

## Lista de Canciones
Todas las canciones escritas y compuestas por Mari Trini, exceptuó donde se indique.
| Cara A |                         |                           |          |  |
| N.º    | Título                  | Letras                    | Duración |  |
| 1.     | «Escúchame»             |                           | 2:58     |  |
| 2.     | «Seré Silenciosa»       |                           | 3:02     |  |
| 3.     | «Qué Seas Feliz»        | Consuelo Velázquez        | 3:51     |  |
| 4.     | «Canción Vieja»         | Mari Trini • Patxi Andión | 3:03     |  |
| 5.     | «La Fanette»            | Jacques Brel              | 4:38     |  |
| 6.     | «Canciones A Mí Manera» |                           | 3:15     |  |

| Cara B |                             |                                      |          |  |
| N.º    | Título                      | Letras                               | Duración |  |
| 1.     | «Me Marcharé "Je Partirai"» | Gilbert Bécaud                       | 3:54     |  |
| 2.     | «Yo No Soy Esa»             |                                      | 2:31     |  |
| 3.     | «Yo Confieso»               | Mari Trini • Miguel Ramos            | 2:43     |  |
| 4.     | «Ayer»                      | Gerónimo Giménez                     | 4:08     |  |
| 5.     | «Milord»                    | Georges Moustaki • Marguerite Monnot | 4:18     |  |